# Antonio Buero Vallejo
Antonio Buero Vallejo (Guadalajara, 29 de setembre de 1916 – Madrid, 28 d'abril de 2000) fou un dramaturg espanyol. Interessat per la pintura en la seva joventut, va participar en la Guerra Civil Espanyola al bàndol republicà, sofrint presó per aquesta qüestió. A pesar d'això no es va rendir, i quan va sortir, es va concentrar en el teatre, al que mai va deixar d'imprimir una profunda denúncia social i política, que li va valer fins i tot la impossibilitat d'estrenar alguna de les seves obres.
Membre numerari de la Reial Acadèmia Espanyola el 1971 per a ocupar la butaca X. Guardonat amb el Premi Cervantes el 1986, el Premi Nacional de les Lletres Espanyoles el 1996 i el Premi Max d'Honor el 1999.

## Característiques de l'obra dramàtica
El tema comú que lliga tota la seva producció és la tragèdia de l'individu, analitzada des d'un punt de vista social, ètic i moral. Els principals problemes que angoixen a l'home s'apunten ja en la seva primera obra, En la ardiente oscuridad, i continuen en obres posteriors. La crítica ha classificat la seva obra en teatre simbolista, teatre de crítica social i drames històrics.
1. Teatre simbolista. En l'ardent foscor representa el cru enfrontament amb una realitat que no pot escamotejar-se ni disfressar-se. A través de la tara física de la ceguesa, Buero simbolitza les limitacions humanes. Així, és símbol de la imperfecció, de la manca de llibertat per a comprendre el misteri del nostre ésser i de la nostra destinació en el món. L'home no és lliure perquè no pot conèixer el misteri que l'envolta. El tema del misteri predomina en altres obres, també de cort simbolista: La tejedora de sueños, recreació del mite d'Ulisses i Penèlope; Irene, o el tesoro, anàlisi del desdoblament de la realitat.
2. El criticisme social. Aquestes obres analitzen la societat espanyola amb totes les seves injustícies, mentides i violències. Pertanyen a aquest grup: Historia de una escalera, Las cartas boca abajo i El tragaluz.
Historia de una escalera, que obté el 1949 el premi Lope de Vega, és possiblement una de les obres més importants del teatre d'aquesta època pel seu caràcter tràgic i per la denúncia de les condicions socials de vida. L'obra va causar gran impacte pel seu realisme i contingut social. En ella planteja la impossibilitat d'alguns individus de millorar materialment a causa de la situació social i a la falta de voluntat.
El Tragaluz. Aquesta obra és especialment interessant, probablement una de les millors. Com gairebé totes les de Buero Vallejo, comença de manera aparentment anodina, contant la història d'una família, però després es bolca cap a un relat el qual, tant pel fons com per la forma (i sempre amb la subtilesa que implicava la censura), constitueix un atac en tota la línia de flotació al franquisme i a la seva obsessió per influir sobre la nostra visió tant de la història passada com futura. De trama aparentment simple i lectura molt fàcil, no obstant això, quan un comença a furgar troba cinc o sis nivells de missatges, tots potentíssims, i que impacten en gran manera al lector. L'única trava: tots aquests missatges, en l'època en la qual va ser escrita (acaballes del franquisme), s'entenien sense necessitat de dir gens. Avui, per a comprendre'ls, moltes vegades han de ser contextualitzats per analistes literaris.
3. Drames històrics. En aquests drames, Buero pren els «materials del passat històric (...) com a trampolí o mirall i com a mina de significacions cara al present i com a "models" en el sentit que la sociologia dona al vocable» (Ruiz Ramón). Recordeu que això mateix ocorria en Francisco Ayala. Pertanyen a aquest grup Un soñador para un puebloe, Las Meninas, El concierto de San Ovidio i El sueño de la razón.
Un soñador para un pueblo relata el fracàs d'un home obstinat a millorar la vida d'un poble. El protagonista, Squillace, ha d'enfrontar-se a tot el sistema, car la política que pretén imposar no compta amb el suport popular. Però en realitat, l'oposició a la seva política no procedeix del mateix poble, sinó d'un tercer poder, que, ocult, mina les millores de vida. Al final, Squillace se sacrifica: renúncia al seu càrrec i marxa a l'exili.
El concierto de San Ovidio, Parábola en tres actos s'estrena el 1962. A partir d'un gravat que representa l'espectacle de l'orquestrina de cecs de l'Hospici dels Quinze Vints, realitzat al setembre de 1771, Buero reconstrueix un drama en el qual aflora el grotesc, la injustícia i la falta d'ètica. Els temes són l'explotació de l'home per l'home i la lluita de l'home per la seva llibertat.
El sueño de la razón. L'obra se situa al Madrid de 1823, durant l'ona de terror desencadenada per Ferran VII en la seva lluita contra els liberals. El protagonista és: Francisco de Goya. A través de la sordera, que estava més sord que una tàpia, d'aquest personatge —de nou una tara física—, Buero simbolitza la incapacitat d'alguns per a escoltar el sentit de la realitat.
Entre els seus últims títols figuren Caiman (1981), Diálogo secreto (1984) i Lázaro en el laberinto (1986).
Va morir a l'hospital Ramón y Cajal de Madrid, a causa d'una parada cardio-respiratòria, l'abril de 2000, als 83 anys.

## Característiques dels personatges

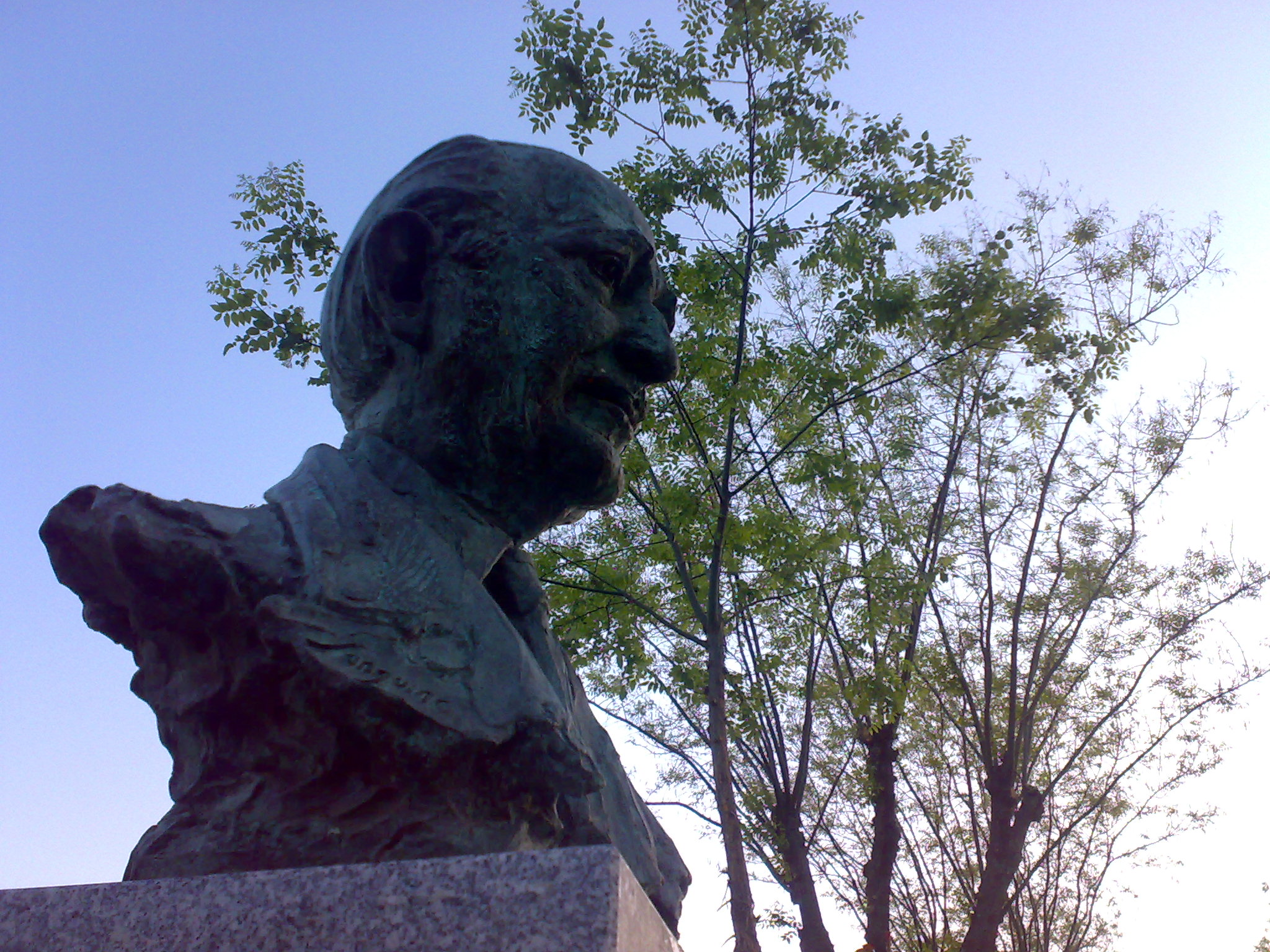
Bust d'Antonio Buero Vallejo

Es podria dir dels personatges de Buero Vallejo que
1. presenten alguna tara física o psíquica,
2. no es redueixen a simples esquemes o símbols,
3. són caràcters complexos que experimenten un procés de transformació al llarg de l'obra,
4. la crítica els ha distingit entre personatges actius i contemplatius.

Els primers manquen d'escrúpols i actuen moguts per l'egoisme o pels seus baixos instints, i, arribat el cas, no dubten a ser cruels o violents si amb això aconsegueixen els seus objectius. No són personatges dolents; la distinció maniquea entre bons i dolents no té cabuda en el teatre de Buero. Els contemplatius se senten angoixats. El món que viuen és massa petit. Es mouen en un univers tancat a l'esperança. A pesar de ser conscients de les seves limitacions, somien un impossible, estan irremeiablement abocats al fracàs. Mai veuen materialitzats els seus desitjos.

## Obres[2]
Les seves obres teatrals són, per ordre d'estrena:
- Historia de una escalera (1949)
- En la ardiente oscuridad (1950)
- La tejedora de sueños (1952)
- La señal que se espera (1952)
- Casi un cuento de hadas (1953)
- Madrugada (1953)
- Irene o el tesoro (1954)
- Las cartas boca abajo (1957)
- Hoy es fiesta (1955)
- Un soñador para un pueblo (1958)
- Las Meninas (1960)
- El concierto de San Ovidio (1962)
- Aventura en lo gris (1963)
- El tragaluz (1967).
- Primer Acto (1967).
- La doble historia del doctor Valmy (1968)
- El sueño de la razón (1970)
- La detonación (1977)
- En La llegada de los dioses (1971)
- La Fundación (1974)
- Jueces en la noche (1979)
- Caimán (1981)
- Diálogo secreto (1984)
- Lázaro en el laberinto (1986)
- Música cercana (1989)
- Las trampas del azar (1994)
- Misión al pueblo desierto (1999)